# 纳瓦尔皮诺
纳瓦尔皮诺，是西班牙卡斯蒂利亚-拉曼恰雷阿尔城省的一个市镇。 总面积196平方公里，总人口292人（2001年），人口密度1人/平方公里。